# ادیتا شلیوینسکا
ادیتا شلیوینسکا (لهستانی: Edyta Śliwińska؛ ‏ تلفظ در لهستانی: [ɛˈdɨta ɕliˈvij̃ska]؛ ‏ زادهٔ ۶ مهٔ ۱۹۸۱) مدل، هنرمند رقص و بازیگر اهل لهستان است.
از برنامه‌هایی که وی در آن شرکت داشته است، می‌توان به رقص با ستارگان اشاره کرد.